# 1033
Cette page concerne l'année 1033  du calendrier julien.
L'année 1033 est une année commune qui commence un lundi.

## Événements
- 2 février : Conrad II le Salique, empereur romain germanique est élu roi de Bourgogne à Peterlingen (Payerne)[1].
- Mai : entrevue de Deville-sur-Meuse entre Conrad II le Salique et Henri Ier, qui s'allient contre le comte de Troyes Eudes II de Blois, qui a formé une coalition des féodaux d'Île-de-France contre le roi de Francie occidentale et revendique le comté de Bourgogne ; le roi de France doit marcher sur Sens, tandis que Conrad attaque la Bourgogne[2].
- 29 juin : éclipse solaire en Europe[3],[4].
- 7 juillet : rencontre de Mersebourg[5]. Mieszko II de Pologne renonce à la dignité royale et restitue la marche de Lusace et la marche de Misnie à l'Empire ; indépendance de la Poméranie.
- Été : les Ghaznévides prennent Varanasi (Bénarès) en Inde[6].

- À l’approche du millénaire de la mort du Christ, selon Raoul Glaber, une foule de pèlerins de toutes conditions converge vers le Saint-Sépulcre, à Jérusalem[7].
- Famine dans le duché de Bourgogne. Toujours selon Raoul Glaber, un boucher de Tournus est brûlé vif pour avoir fabriqué des pâtés avec des enfants. Une bonne récolte met fin à la famine[8].